# Carl Ringvold senior
Carl August Ringvold senior (* 3. April 1876 in Oslo; † 22. Januar 1960 ebenda) war ein norwegischer Segler.

## Erfolge
Carl Ringvold senior, Mitglied des Kongelig Norsk Seilforening, wurde 1920 in Antwerpen bei den Olympischen Spielen in der 8-Meter-Klasse nach der International Rule von 1907 Olympiasieger. Er war Skipper der Irene, die als einziges Boot seiner Klasse teilnahm. Der Irene, deren Crew aus Thorleif Holbye, Alf Jacobsen, Kristoffer Olsen und Tellef Wagle bestand, genügte mangels Konkurrenz in zwei Wettfahrten jeweils das Erreichen des Ziels zum Gewinn der Goldmedaille.
Bei den Olympischen Spielen 1924 in Paris hatte Ringvold gleich vier Konkurrenten in der 8-Meter-Klasse. Bereits in der ersten Wettfahrt vor Le Havre gelang ihm mit der Béra die Qualifikation für das Halbfinale, sodass der vierte Platz in der zweiten Wettfahrt nur statistischen Wert hatte. In der dritten Wettfahrt, die als erstes von zwei Halbfinalen gewertet wurde, kam die Béra ebenso als Erste ins Ziel wie auch bei der vierten Wettfahrt. Damit wurde Ringvold erneut Olympiasieger, wie auch seine Crew Rick Bockelie, Harald Hagen, Ingar Nielsen und Ringvolds Sohn Carl Ringvold junior.